# Radotín u Lipníka nad Bečvou
Radotín (deutsch Radotin, 1939–45 Radotein) ist eine Gemeinde in Tschechien. Sie liegt sieben Kilometer südöstlich von Lipník nad Bečvou und gehört zum Okres Přerov.

## Geographie
Radotín befindet sich südlich des Maleníkwaldes in der Podbeskydská pahorkatina (Vorbeskidenhügelland). Das Dorf liegt am Hang rechtsseitig des Baches Radotínský potok. Nördlich erhebt sich die Krásnice (464 m), im Nordosten der Maleník (479 m) und der Pavelák (366 m), südlich der Dubenec (310 m) und im Nordwesten die Hana (357 m).
Nachbarorte sind Týn nad Bečvou, Přední Familie und Zadní Familie im Norden, Rybáře, Teplice nad Bečvou, Valšovice, Na Krásné Vyhlídce und Paršovice im Nordosten, Rakov und Soběchleby im Osten, Vítonice im Südosten, Símře und Lhotsko im Süden, Oprostovice und Šišma im Südwesten, Prusínky im Westen sowie Kladníky, Hlinsko, Vidláč und Lhota im Nordwesten.

## Geschichte
Die erste schriftliche Erwähnung des zur Herrschaft Helfenstein untertänigen Dorfes Radotin erfolgte im Jahre 1447. Im Steuerregister von 1516 sind für Radotin 20 Anwesen aufgeführt. Während des Dreißigjährigen Krieges fiel die Herrschaft Helfenstein an die Dietrichsteiner, die Leipnik zum Sitz der Herrschaft machten. Die Matriken werden seit 1718 in Soběchleby geführt. In lateinischen Schriften wurde der Ort ab 1771 als Radotinium bezeichnet. Durch das Schulgesetz wurden 1870 die Pfarrschulen in Soběchleby und Bezuchov in Volksschulen umgewandelt. Bis zur Mitte des 19. Jahrhunderts blieb das Dorf immer nach Leipnik untertänig.
Nach der Aufhebung der Patrimonialherrschaften bildete Radotin ab 1850 eine Gemeinde in der Bezirkshauptmannschaft Mährisch Weißkirchen. Seit 1872 ist der Ortsname Radotín gebräuchlich. Zwischen 1884 und 1888 erfolgte der Bau der Straße von Lipník nad Bečvou nach Kelč. In der nachfolgenden Zeit bauten die Radotíner Bauern zunehmend Zuckerrüben an, die sie an die Zuckerfabrik Lipník lieferten. Die Straße nach Símře wurde 1897 erbaut. Nachdem 1897 auch in Dřevohostice eine Zuckerfabrik entstanden war, wurde der Rübenanbau verstärkt und die Mehrzahl der Bauern erwarben Aktien an der Landwirtschaftlichen Actien-Zuckerfabrik Drzewohosticz. 1908 begann in Radotín die Arrondierung von Feldern, das Dorf war nach Oprostovice eines der ersten in der Region. Nach der Auflösung des Okres Hranicce wurde die Gemeinde dem Okres Přerov zugeordnet. 1976 wurde Radotín dem Örtlichen Nationalausschuss Soběchleby angeschlossen und 1983 gänzlich nach Soběchleby eingemeindet. Seit 1990 bildet Radotín wieder eine eigene Gemeinde.

## Gemeindegliederung
Für die Gemeinde Radotín sind keine Ortsteile ausgewiesen.

## Sehenswürdigkeiten
- Kapelle auf dem Dorfplatz